# 程應旄
程應旄（？—？），字郊倩，安徽新安人，清初醫家，是《傷寒論》重要的註解者之一。

## 學說
他贊同方有執的「錯簡重訂說」，主張宋版《傷寒論》條目已有錯亂，應重加考訂。提出以「表裏臟腑」來了解張仲景的學說，他尤其重視脈證。

## 著作
著有《傷寒論後條辨》。